# Sault, Vaucluse
Sault (occitanska: Saut) är en kommun i departementet Vaucluse i regionen Provence-Alpes-Côte d'Azur i sydöstra Frankrike. Kommunen ligger i kantonen Sault som tillhör arrondissementet Carpentras. År 2022 hade Sault 1 348 invånare.

## Befolkningsutveckling
Antalet invånare i kommunen Sault
| Referens: INSEE |